# PATE4
PATE4 (англ. Prostate and testis expressed 4) – білок, який кодується однойменним геном, розташованим у людей на 11-й хромосомі. Довжина поліпептидного ланцюга білка становить 98 амінокислот, а молекулярна маса — 11 407.
| 10         |  | 20         |  | 30         |  | 40         |  | 50         |
| ---------- |  | ---------- |  | ---------- |  | ---------- |  | ---------- |
| MRKMNTLLLV |  | SLSFLYLKEV |  | MGLKCNTCIY |  | TEGWKCMAGR |  | GTCIAKENEL |
| CSTTAYFRGD |  | KHMYSTHMCK |  | YKCREEESSK |  | RGLLRVTLCC |  | DRNFCNVF   |

A: Аланін

C: Цистеїн

D: Аспарагінова кислота

E: Глутамінова кислота

F: Фенілаланін

G: Гліцин

H: Гістидин

I: Ізолейцин

K: Лізин

L: Лейцин

M: Метіонін

N: Аспарагін

R: Аргінін

S: Серин

T: Треонін

V: Валін

W: Триптофан

Локалізований у цитоплазматичних везикулах.
Також секретований назовні.